# Cécile Odin
Cécile Odin (ur. 4 października 1965 w Blaye) – francuska kolarka szosowa i torowa, trzykrotna medalistka szosowych mistrzostw świata.

## Kariera
Pierwszy sukces w karierze Cécile Odin osiągnęła w 1989 roku, kiedy wspólnie z Valérie Simonnet, Catherine Marsal i Nathalie Cantet zdobyła brązowy medal w drużynowej jeździe na czas podczas szosowych mistrzostw świata w Chambéry. Na rozgrywanych dwa lata później mistrzostwach świata w Stuttgarcie razem z Marion Clignet, Nathalie Gendron i Catherine Marsal sięgnęła po złoty medal w tej samej konkurencji. Ostatni medal zdobyła na mistrzostwach świata w Benidorm, gdzie reprezentacja Francji w składzie: Corinne Le Gal, Jeannie Longo, Catherine Marsal i Cécile Odin zdobyła srebrny medal w drużynowej jeździe na czas. W 1984 roku wystartowała w wyścigu ze startu wspólnego na igrzyskach olimpijskich w Los Angeles, kończąc rywalizację na jedenastej pozycji. Wystąpiła też na igrzyskach w Seulu w 1988 roku, gdzie w tej konkurencji zajęła 28. miejsce. Ponadto Odin wygrywała między innymi Tour Cycliste Féminin de la Drôme w latach 1987 i 1990, Tour de Bretagne w 1987 roku i Tour de l'Aude Cycliste Féminin w 1989 roku. Startowała także w kolarstwie torowym, kilkakrotnie zdobywając medale na mistrzostwach kraju.